# Fredy Maidana
Fredy Abel Maidana Pedrozo (né le 1er mars 1994 à Galeano Cué, Yabebyry) est un athlète paraguayen, spécialiste du sprint.

## Biographie
Il détenait les records nationaux du 100 m et du 200 m, ce dernier en 20 s 90, obtenu à Montevideo le 5 octobre 2014, lors des championnats sud-américains espoirs.

## Palmarès
| Date | Compétition                    | Lieu      | Résultat | Épreuve   | Temps   |
| ---- | ------------------------------ | --------- | -------- | --------- | ------- |
| 2023 | Championnats d'Amérique du Sud | São Paulo | 2e       | 4 x 100 m | 39 s 25 |